# 蒂皮科查湖 (阿亞庫喬大區)
14°40′5.9″S 73°48′28.7″W / 14.668306°S 73.807972°W
蒂皮科查湖（Tipiqucha），是秘魯的湖泊，位於該國中南部阿亞庫喬大區，由帕里納科查斯省的科拉科拉區負責管轄，處於普卡科查湖以東，海拔高度4,466米。